# Goès
Goès ist eine französische Gemeinde mit 540 Einwohnern (Stand 1. Januar 2022) im Département Pyrénées-Atlantiques in der Region Nouvelle-Aquitaine (vor 2016: Aquitanien). Sie gehört zum Arrondissement Oloron-Sainte-Marie und zum Kanton Oloron-Sainte-Marie-2 (bis 2015: Kanton Oloron-Sainte-Marie-Est).
Die Bewohner werden Goèsiens oder Goèsienness genannt.

## Geographie
Goès liegt in der Nachbarschaft von Oloron-Sainte-Marie in der historischen Provinz Béarn.
Umgeben wird der Ort von den Nachbargemeinden:
|                     |                                             | Monein     |
| Oloron-Sainte-Marie | Kompassrose, die auf Nachbargemeinden zeigt | Estialescq |
|                     | Oloron-Sainte-Marie                         | Précilhon  |

Goès liegt im Einzugsgebiet des Flusses Adour.
Zuflüsse des Gave d’Oloron strömen durch das Gebiet der Gemeinde:
- der Escou und sein Nebenfluss
  - Ruisseau des Bers,
- der Laberou und
- die Auronce.

Die Lèze, ein Nebenfluss des Luzoué, markiert zu einem großen Teil die Grenze zur Nachbargemeinde Monein.

## Geschichte
Eine Villa ist auf dem Gebiet der Gemeinde entdeckt worden, die belegt, dass zumindest bereits in der gallorömischen Zeit eine Besiedlung stattgefunden haben muss. Die Entwicklung der Gemeinde begann im Mittelalter, 1220 wurde sie erstmals erwähnt. In der Volkszählung des Béarn wurden 1395 in Goès 18 Haushalte gezählt und die Zugehörigkeit zur Bailliage von Oloron festgehalten.
Toponyme und Erwähnungen von Goès waren:
- Guoes (1267, Kopialbuch des Bistums Oloron),
- Agoes und Sent Joan de Goues (1434, Notare von Oloron),
- Goez (1729, Zählung von Goès),
- Gouex (1736, Zählung von Estos),
- Goes (1750, Karte von Cassini),
- Goues (1793, Notice Communale) und
- Goes und Goès (1801, Bulletin des lois).[4][5][6]

Im 18. Jahrhundert haben sich in Goès zwei Bruderschaften eingerichtet, 1723 die Bruderschaft Johannes der Täufer und 1760 die Skapulierbruderschaft.

### Einwohnerentwicklung
Ein erster Höchststand der Einwohnerzahl wurde in der Mitte des 19. Jahrhunderts mit rund 480 Einwohnern erreicht. Anschließend reduzierte sich die Zahl bei kurzen Erholungsphasen bis zu den 1920er Jahren auf unter 300 Einwohner. Nachfolgend setzte eine Phase des Bevölkerungswachstums, insbesondere in den 1960er Jahren ein, und die Einwohnerzahl erreichte einen neuen Höchststand mit 668 Einwohnern. Bis zur Jahrtausendwende verlor die Gemeinde rund 100 Einwohner, bevor erneut ein leichtes Wachstum einsetzte.
| Jahr      | 1962 | 1968 | 1975 | 1982 | 1990 | 1999 | 2006 | 2009 | 2022 |
| --------- | ---- | ---- | ---- | ---- | ---- | ---- | ---- | ---- | ---- |
| Einwohner | 482  | 648  | 668  | 575  | 574  | 543  | 554  | 561  | 540  |

## Sehenswürdigkeiten

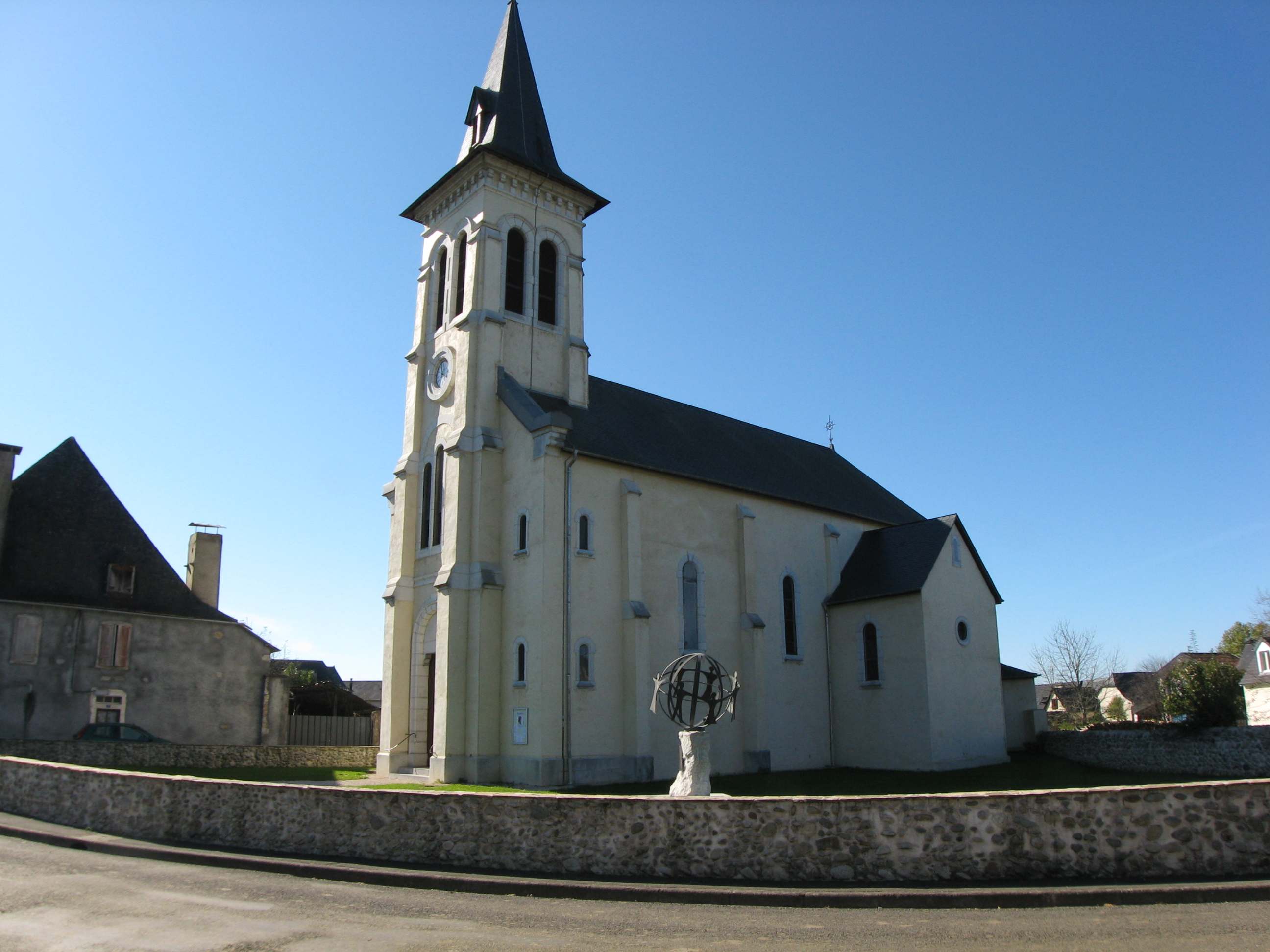
Pfarrkirche Saint-Jean-Baptiste von Goès

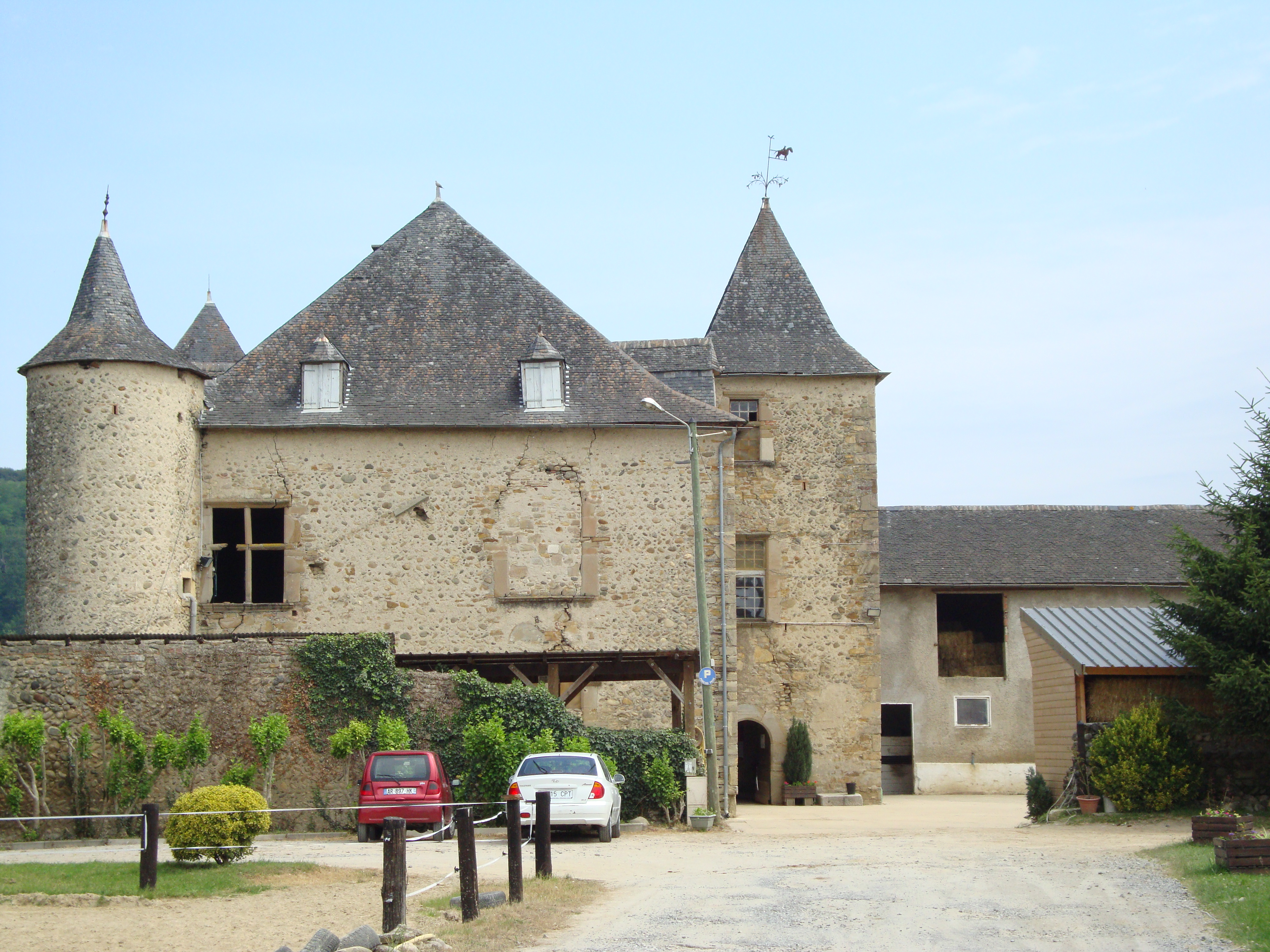
Schloss von Goès

- Pfarrkirche, gewidmet Johannes dem Täufer. Vermutlich wurde die ursprüngliche Kirche bereits im 12. Jahrhundert errichtet, erstmals erwähnt wurde sie 1434. 1894 wurde ein Neubau der Kirche initiiert aufgrund des baufälligen Zustands und des Fehlens eines Glockenturms des alten Gotteshauses. Die Bauarbeiten wurden von 1899 bis 1901 durchgeführt und ließen von der Bausubstanz der früheren Kirche wenig erhalten. Der heutige Langbau besitzt ein Kirchenschiff mit zwei Seitenkapellen und einem Glockenturm als Eingangsvorbau. Im Jahre 1900 wurden eine Reihe Glasfenster, Werke der Glasmalerei Mauméjean aus Pau und Biarritz, eingesetzt. Einige der heutigen Ausstattungsgegenstände sind älter als der Neubau: eine Statue Maria mit Jesuskind aus dem 18. Jahrhundert, der Schalldeckel der Kanzel, Gemälde des Malers J.B. Smets von 1773 und eine Taube als Zeichen des Heiligen Geistes.[7][9]

- Schloss von Goès. Der Ursprung des Schlosses geht auf ein Festes Haus aus dem 14. Jahrhundert zurück, welches 1385 erstmals in den Schriften erwähnt wurde. Die Familie Montesquiou-Sainte-Colomme ließ es errichten, bevor es an einen Domherrn aus Oloron verkauft wurde. Der Besitz ging anschließend an Gaillard de Gassion, dann an die Familie Colomiè und schließlich an die Familie Casaucau. Das heutige Schloss datiert aus dem 16. Jahrhundert und ist im 17. Jahrhundert umgestaltet worden. Der zweigeschossige Bau mit einem rechteckigen Grundriss und einem für das Béarn typischen, stark geneigten Schieferdach ist mit zwei Türmen flankiert. Die geringe Anzahl an Fenster- und Türöffnungen und einige Schießscharten zeugen von der Verteidigungsfunktion des früheren Festen Hauses. Der Sturz über dem Rundbogen des Eingangs trägt die Jahreszahl 1617. Im Raum links neben dem Eingang ist ein Kamin aus Kalkstein aus Lasseube im Renaissance-Stil zu sehen. Im Erdgeschoss des Schlosses ist heute ein Reitsportclub untergebracht.[10]

## Wirtschaft und Infrastruktur

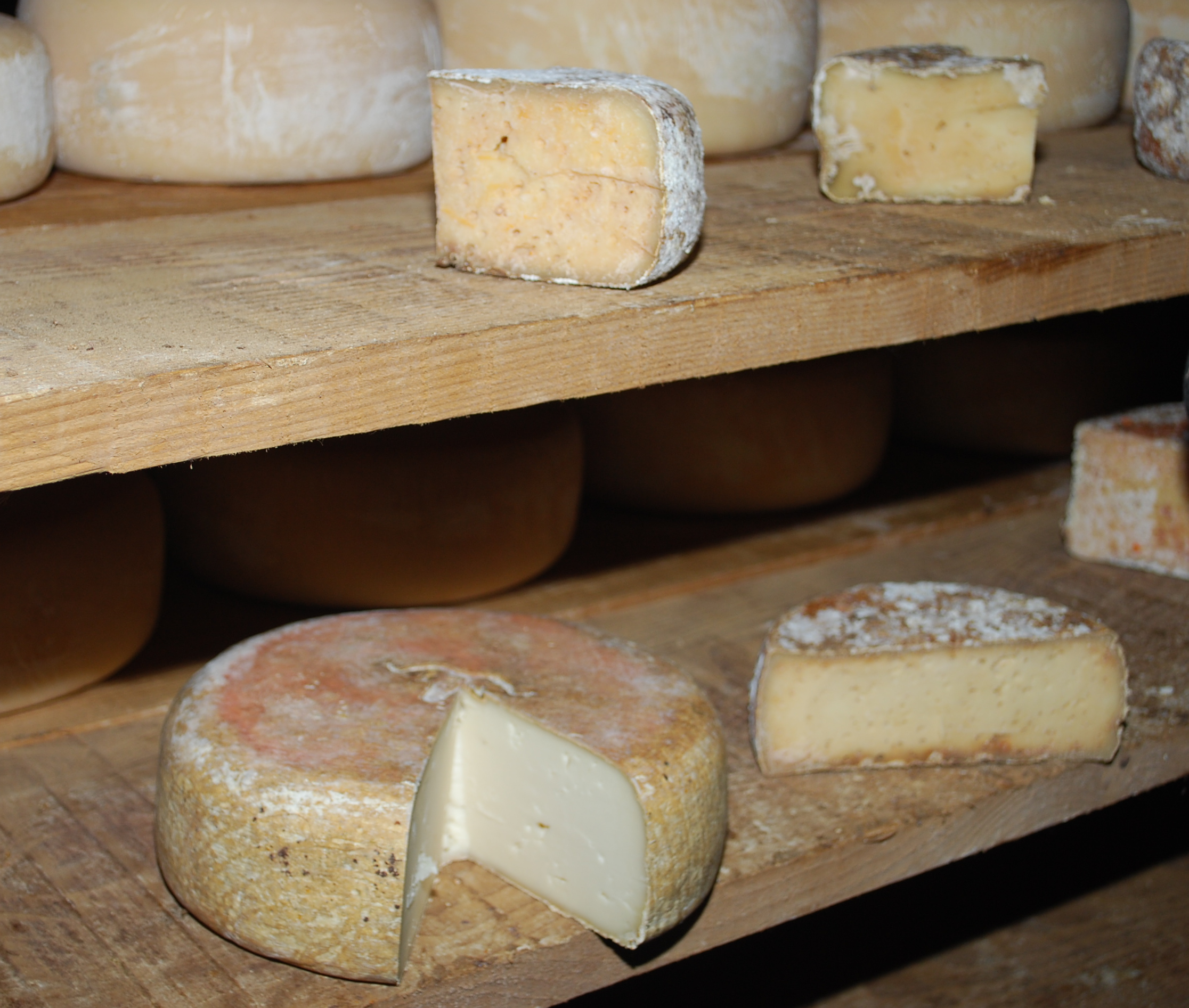
Ossau-Iraty

Schwerpunkte der Wirtschaft der Gemeinde sind Landwirtschaft und Dienstleistungen. Goès liegt in der Zone AOC des Ossau-Iraty, eines traditionell hergestellten Schnittkäses aus Schafmilch.

### Sport und Freizeit

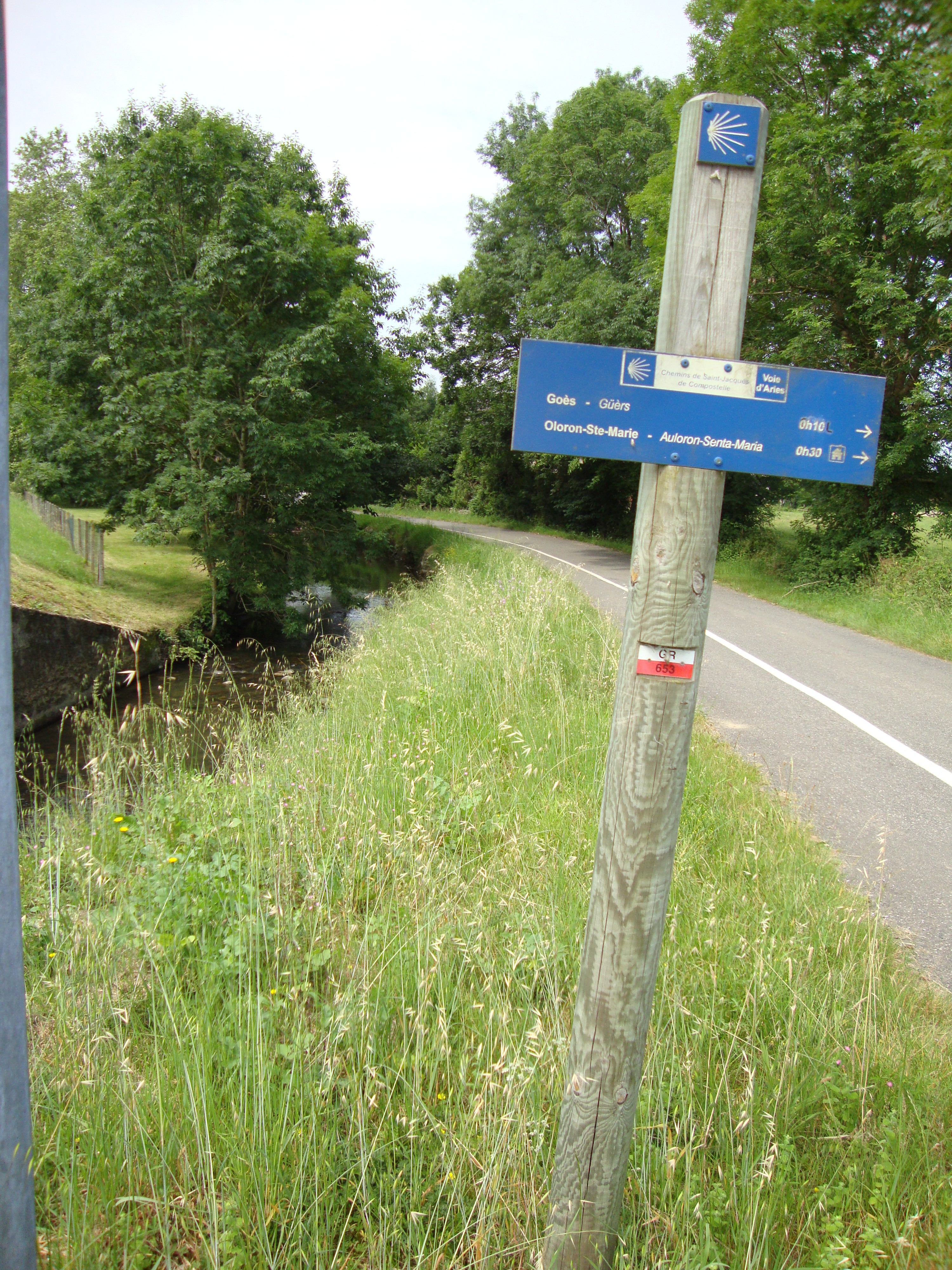
Hinweisschild auf dem Jakobsweg bei Goès

- Der Fernwanderweg GR 653 von Toulouse nach Jaca, der einem Abschnitt der Via Tolosana, dem südlichsten der vier Jakobswege, entspricht, führt durch das Ortszentrum.[13]

- Erlebnisbad Aqua Béarn. Auf dem nördlichen Teil des langgestreckten Gemeindegebiets von Goès öffnet das Erlebnisbad Aqua Béarn von Mitte Juni bis Anfang September seine Pforten.[14]

### Bildung
Die Gemeinde verfügt über eine öffentliche Vor- und Grundschule.

### Verkehr
Goès wird durchquert von den Routes départementales 24, 103 und 116.

## Persönlichkeiten
- Céline Arsaut besitzt eine Schäferei in Goès, produziert biologischen Schafskäse und spielte mit in der französischen Fernsehserie „L’amour est dans le pré“, dem französischen Pendant zur deutschen Serie Bauer sucht Frau, als eine Bäuerin, die einen Mann sucht.[16]